# یواس‌اس کالکاترا (دی‌یی-۳۹۰)
یواس‌اس کالکاترا (دی‌یی-۳۹۰) (به انگلیسی: USS Calcaterra (DE-390)) یک کشتی بود که طول آن ۳۰۶ فوت (۹۳ متر) بود. این کشتی در سال ۱۹۴۳ ساخته شد.